# Cunningham, Kansas
Cunningham är en ort i Kingman County i Kansas. Vid 2010 års folkräkning hade Cunningham 454 invånare.